# Прадавність української мови
Прадавність української мови — науково-популярне видання, яке знайомить читача з дослідженнями найдавнішої історії української мови.

## Анотація
У книзі фахового філолога представлено дослідження найдавніших початків української мови.
Висновки базуються на аналізі та співставленні фактів, взятих із більш як 200 друкованих джерел українських і зарубіжних вчених.

## Автори книги
Текст — Станіслав Губерначук.
Редактор — Василь Сташук.
Дизайн обкладинки — Станіслав Губерначук.
Видавець ТОВ «Четверта хвиля».

## Зміст

### Мовна пам'ять українства
- Тяглість українських духовних надбань;
- Первісна віра у магію слова в українських народних замовляннях;
- Мовні карби мезоліту-неоліту в українських народних казках;
- Українські обрядові пісні як свідчення спадкового зв'язку між мовно-культурним Світом носіїв Трипільської культури та мовно-культурним Світом українства;
- Відлуння часів тотемізму та сонцепоклонства в українських корінних іменах особових;
- Українські географічні назви — мовна пам'ять тисячоліть;
- І напоїли санскрит праукраїнські джерела;
- Літописні географічні назви;
- Мовно — культурна спадщина предковічного сонцепоклонництва.

### Писемні джерела як свідчення прадавності української мови
- Санскритський скарб прамовних одиниць подніпровських неолітичних предків українців;
- Пелазги. Етруски. Чи є дотикання їхніх мов із мовою доісторичних предків українців;
- Україномовні писемні пам'ятки сколотської (скіфської) доби ?;
- Рукописи Руси-України ХІ-ХІІІ століть;
- Побутові написи ХІ-ХІІІ століть.

### Як могла зародитися і розвиватися українська мова
- Розмаїття первісних прамов;
- Давня серед давніх;
- Раритети епохи первісного мовотворення в українській мові;
- Відлуння первісного збиральництва-мисливства в українській мові;
- Вплив Великої неолітичної революції на розвиток мови подніпровських предків українців.